# Riabiki (obwód smoleński)
Riabiki (ros. Рябики) – wieś (ros. деревня, trb. dieriewnia) w zachodniej Rosji, w osiedlu wiejskim Smietaninskoje rejonu smoleńskiego w obwodzie smoleńskim.

## Geografia
Miejscowość położona jest nad rzeką Udra, 3 km od przystanku kolejowego 416 km, 2,5 km od drogi magistralnej M1 «Białoruś», 8,5 km od centrum administracyjnego osiedla wiejskiego (Smietanino), 28 km od centrum Smoleńska.

## Demografia
W 2010 r. miejscowość nie posiadała mieszkańców.